# 헤슬레홀름시

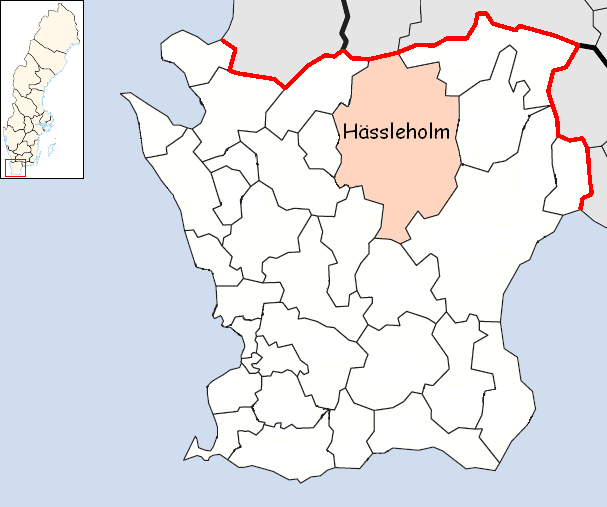
헤슬레홀름 시의 위치

헤슬레홀름시(스웨덴어: Hässleholms kommun)는 스웨덴 스코네주에 위치한 지방 자치체로 행정 중심지는 헤슬레홀름이며 면적은 1,306.27km2, 인구는 51,667명(2016년 12월 31일 기준), 인구 밀도는 40명/km2이다.

시 문장